# I skyttens tecken
I skyttens tecken (danska: Agent 69 Jensen i Skyttens tegn) är en dansk gladporrfilm från 1978.

## Handling
Filmen handlar om jakten på en puderdosa som innehåller hemliga planer om raketbaser. På en nattklubb blir det årets slagsmål mellan agenter från öst och väst om denna dyrbara puderdosa. De danska agenterna vinner men på flyget hem försvinner dosan bland andra dosor i väskorna hos ett sällskap av stiliga mannekänger. Hur ska agenterna nu hitta igen den dyrbara puderdosan?

## Skådespelare
- Ole Søltoft
- Søren Strømberg
- Poul Bundgaard
- Karl Stegger
- Arthur Jensen
- Benny Hansen
- Paul Hagen
- Jeanne Darville
- Kirsten Norholt
- Kate Mundt
- Valsø Holm
- Else Petersen
- Gotha Andersen
- William Kisum
- Poul Glargaard
- Ib Mossin
- Sven-Ole Thorsen
- Torben Bille
- Ricky Bruch ("albanen"[5])
- Anna Bergman ("Penny"[5])